# Doryctes nigricornis
Doryctes nigricornis är en stekelart som först beskrevs av Joseph Kriechbaumer 1894.  Doryctes nigricornis ingår i släktet Doryctes och familjen bracksteklar. Inga underarter finns listade i Catalogue of Life.